# Pleurothallis ankyloglossa
Pleurothallis ankyloglossa là một loài thực vật có hoa trong họ Lan. Loài này được Luer & Hirtz mô tả khoa học đầu tiên năm 2000.